# فرودگاه رخس
فرودگاه رخس (به انگلیسی: Roxas Airport) (به زبان بومی: Paliparan ng Roxas) یک فرودگاه همگانی مسافربری با کد یاتا RXS است که یک باند فرود بتن دارد و طول باند آن ۱۸۹۰ متر است. این فرودگاه در کشور فیلیپین قرار دارد و در ارتفاع ۳ متری از سطح دریا واقع شده‌است.

## شرکت‌های هواپیمایی و مقصدهای پروازی
| شرکت‌های هواپیمایی                      | مقصدهای پروازی                  |
| -------------------------------------- | ------------------------------- |
| سبو پسیفیک                             | نینوی آکوئینو (3 flights daily) |
| سبو پسیفیک اجرا توسط Cebgo             | مکتان-کبو                       |
| فیلیپین ایرلاینز اجرا توسط PAL Express | نینوی آکوئینو                   |